# M110
М110 (NGC 205) е елиптична галактика-джудже, разположена по посока на съзвездието Голяма мечка, спътник на галактиката Андромеда. Открита е от Шарл Месие през 1773. Каролин Хершел преоткрива галактиката през 1783.
М110 се намира на около 2.7 млн. св.г. от Земята, а ъгловите ̀и размери са 21′.9 × 11′.0. М110 е втората по яркост галактика, спътник на огромната галактика М31 (Андромеда) заедно с М32 и също е член на Местната група. Малката елиптична галактика М110 се намира на почти същото разстояние от нас както и М31 – около 2.9 млн.св.г. Тя е от тип Е5 или Е6 и има своя особеност – вижда се необикновена тъмна структура (възможно е това да са прахови облаци) и тя често се класифицира като сфероид-джудже, а не като елиптична. Има маса между 3.6 и 15 млрд. сл. маси. Очевидно, въпреки нейните малки размери, това елиптично джудже е забележителна система от 8 сферични купа в нейното хало.